# Église Saint-Gilles de Malestroit
L'église Saint-Gilles est une église catholique située à Malestroit, en France. Elle est classée au titre des monuments historiques par arrêté du 6 novembre 1931.

## Localisation
L'église est située dans le département français du Morbihan, sur la commune de Malestroit.

## Historique
En 987, le bourg est fondé. Un premier édifice est probablement construit à l’emplacement d’une source sacrée.
La construction de l’église commence en 1144. Elle est agrandie à la fin du XIIe siècle. Elle devait comporter une nef, un transept avec absidioles, et un chœur avec une abside en hémicycle, dans laquelle la fontaine aujourd’hui visible à l’extérieur était incluse (des fouilles exécutées en 1955 en ont mis au jour les vestiges de l'abside aujourd'hui disparue). Il en subsiste la croisée, le bras sud du transept et une partie du chœur, datant de la campagne de la fin du XIIe siècle, ainsi que de nombreux éléments sculptés en réemploi.
La nef est reconstruite au XVe siècle. Aucune source n’éclaire les raisons de la destruction partielle de l’église romane.
Au XVIe siècle, on accole une seconde nef s’achevant par un chœur à chevet plat au nord de la première. Le chœur roman est repris pour l’harmoniser avec le chevet nouvellement construit, entrainant la destruction de l’abside. On construit la tourelle de la façade ouest.
L’édifice subit un incendie  le 10 septembre 1592 (jour de l'expulsion des ligueurs).
En 2011, des peintures murales sont découvertes sur la voûte de la croisée à l’occasion d’une restauration.

## Description
Les parties de l’édifice roman qui sont parvenus jusqu’à nous (croisée, transept sud et chœur) sont exécutées en grès rouge, tranchant avec les parties édifiées postérieurement. À l’extérieur, ils se caractérisent par des contreforts peu saillants et des fenêtres de faible dimension. La croisée est surmontée d’un clocher carré surmonté d’une flèche en ardoise refaite au XIXe siècle.
À l’intérieur, la partie romane (fin du XIIe siècle) est couverte de voûtes bombées tendues par des ogives plates dénotant l’influence des cathédrales de Saint-Malo et d’Angers. La croisée est marquée par quatre grands arcs brisés à double rouleau. Ils retombent sur des piles cruciformes à colonnes engagées. Les chapiteaux des colonnes sont ornés de feuilles lisses et de crochets d’angle. On sent là le mélange entre la tradition romane et les prémisses de l’art gothique.
Trois des quatre compartiments de la voûte de croisée sont ornés de figures peintes remarquablement conservées qui semblent remonter au XIIIe siècle. On y voit un félin unicorne, un éléphant de combat et un centaure.

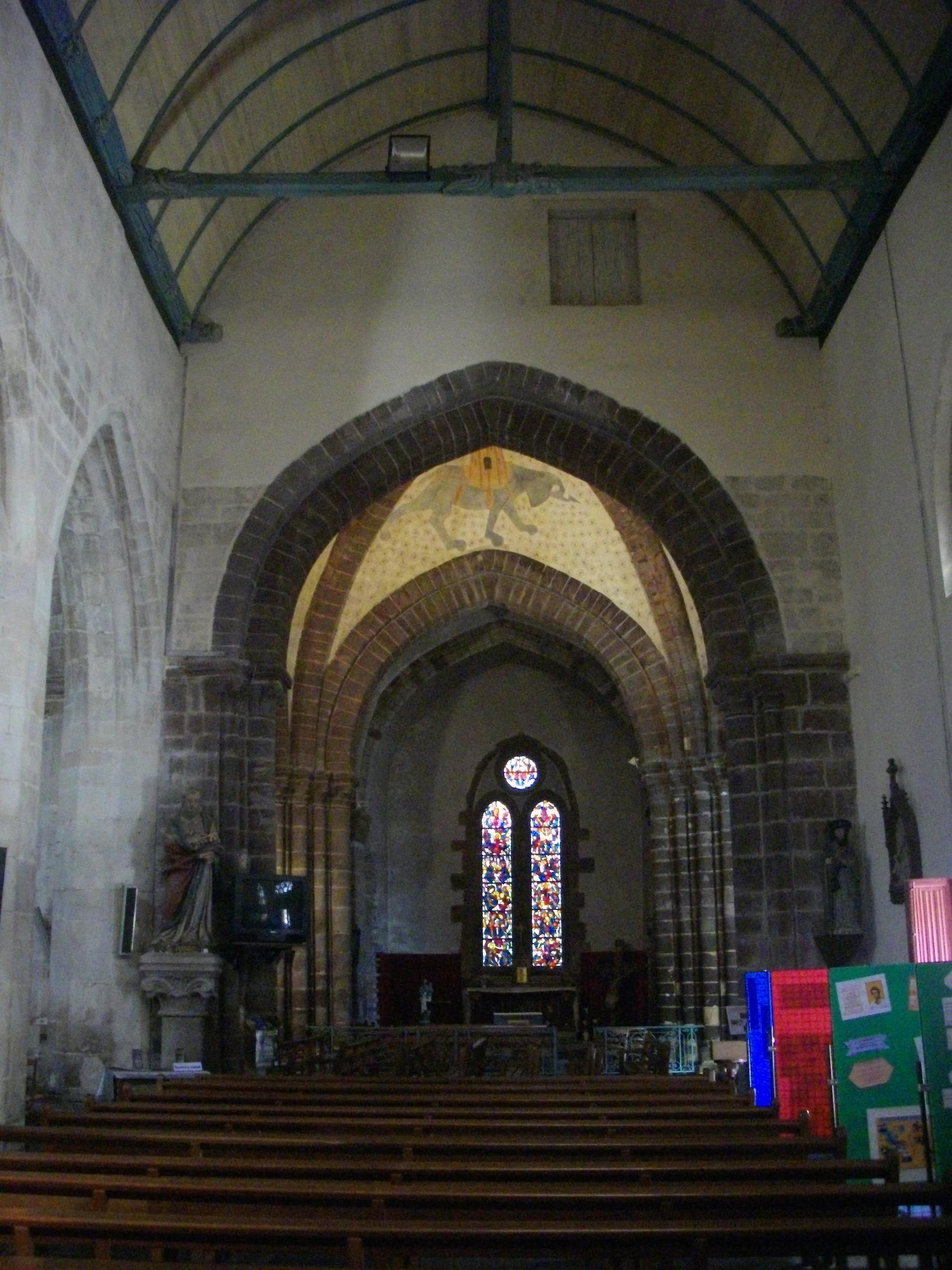
La nef sud et le chœur.
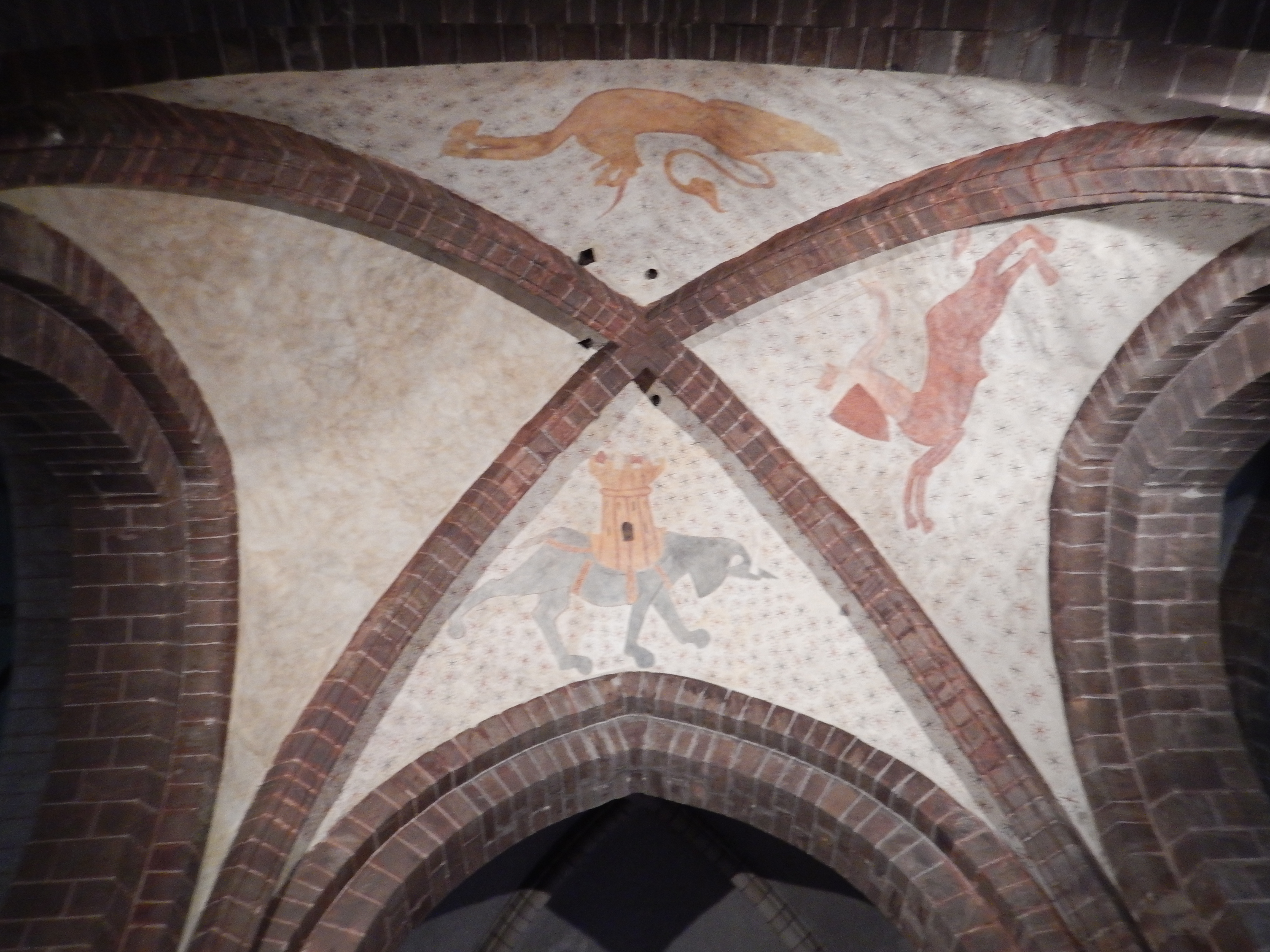
Croisée et peintures murales.

Des éléments sculptés provenant des parties disparues  de l’édifice roman ont été encastrés en réemploi à plusieurs endroits du mur sud de la nef. On dénombre neuf chapiteaux, cinq modillons et deux reliefs. La sculpture, d’une grande qualité plastique, déploie un registre varié : animaux fantastiques (dragons affrontés, sphinx écartelant un lapin, bouc, quadrupède ailé...), représentations des vices (avarice, ivrognerie), atlantes, têtes... Leur style et leur iconographie les rapprochent de Saint-Sauveur de Dinan et de Merlevenez, marqués par l’influence poitevine. Deux sculptures en ronde bosse encadrent le portail sud : le combat de Samson et du lion d’une part, et un bœuf de l’autre, dont l’authenticité fait débat. De par leur style, ces réemplois ont été datés entre 1160 et 1200. Ils pourraient venir d’un grand portail occidental de même inspiration que celui de Saint-Sauveur de Dinan.
Deux autres sculptures en réemploi sont insérées au chevet et dans l’absidiole. Ce sont deux têtes barbues de belle facture, dont le style protogothique diffère des autres réemplois. Il s’approche de celui des statues du portail royal de la cathédrale de Chartres.

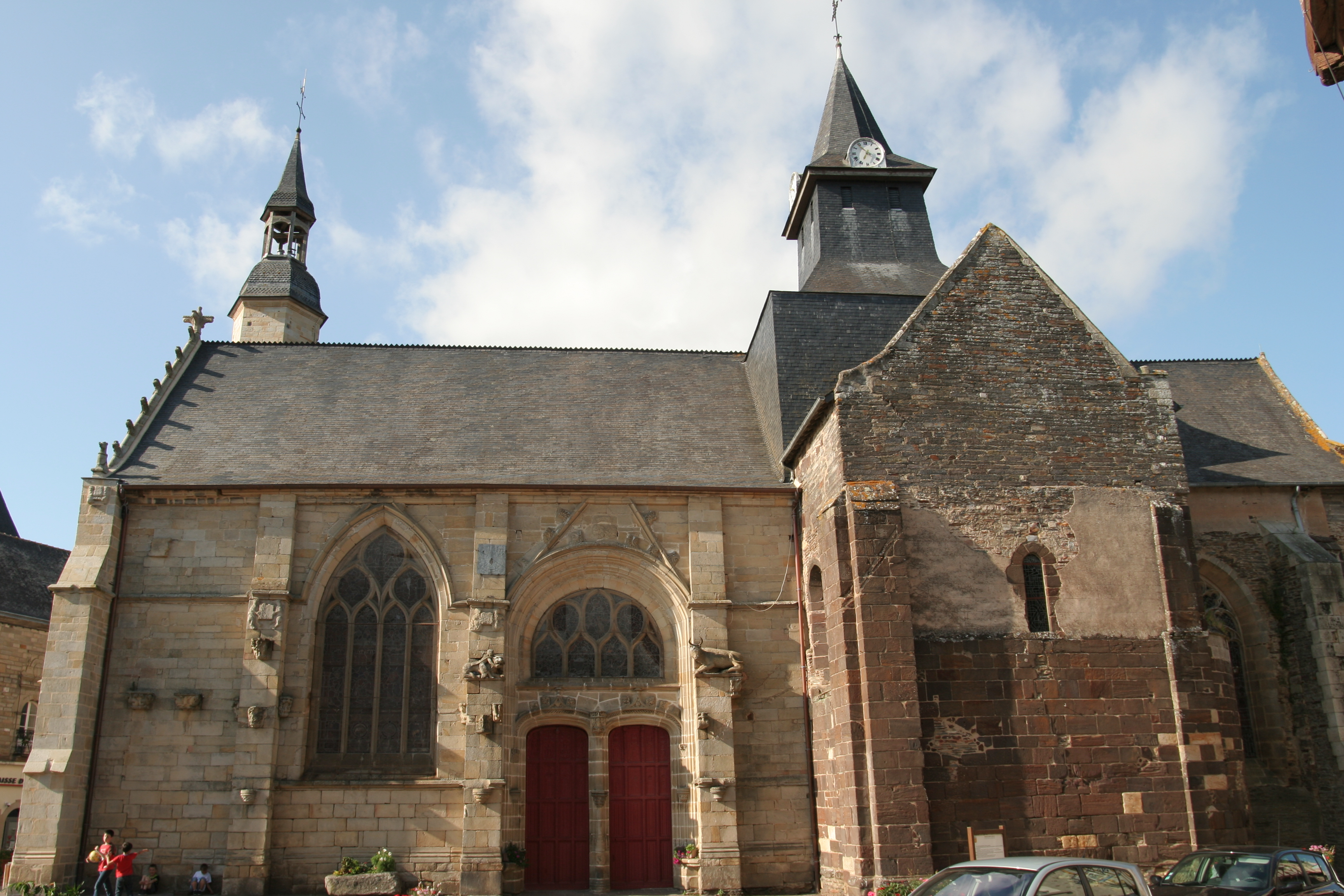
façade sud.
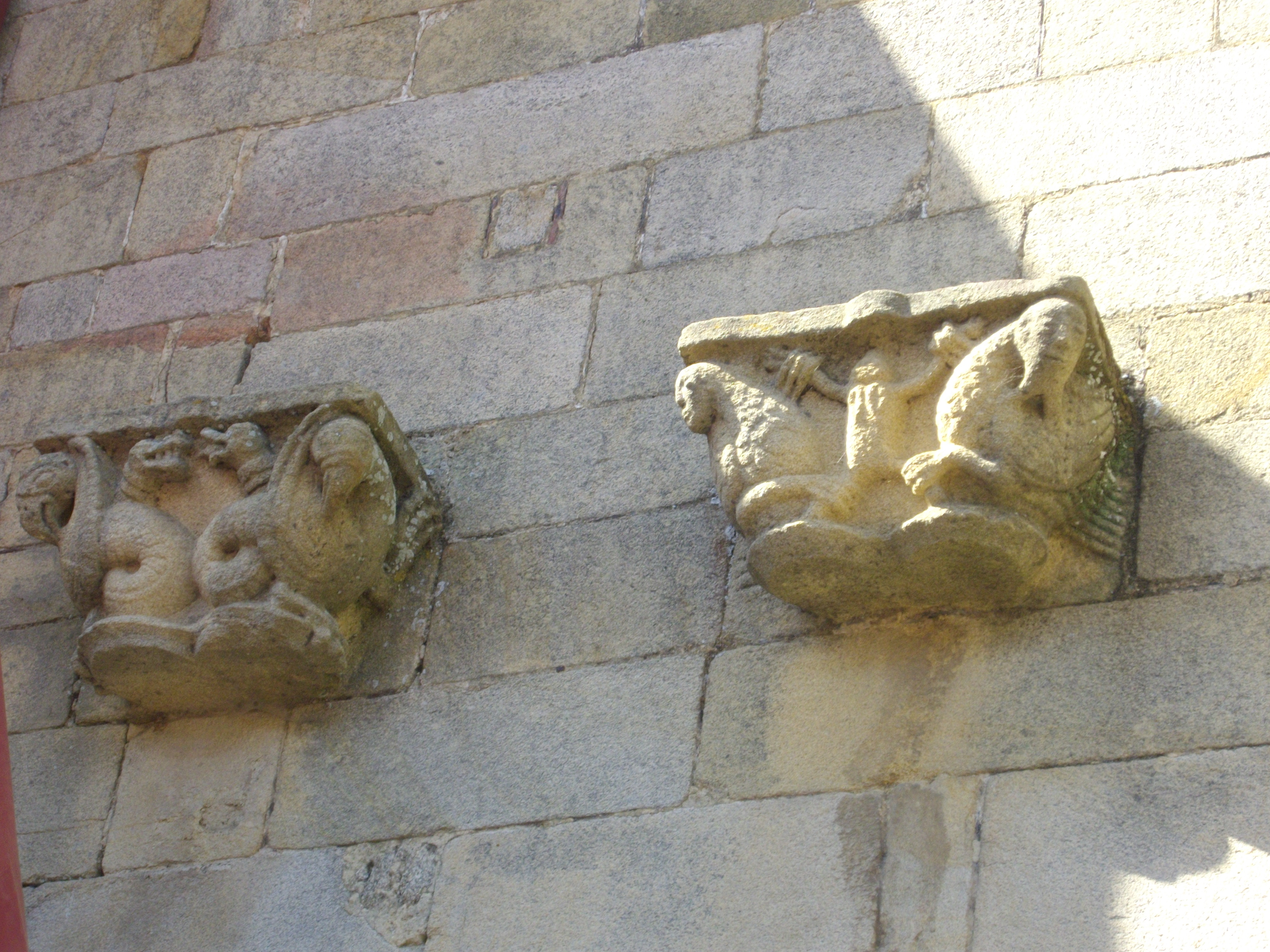
Chapiteaux en réemploi.
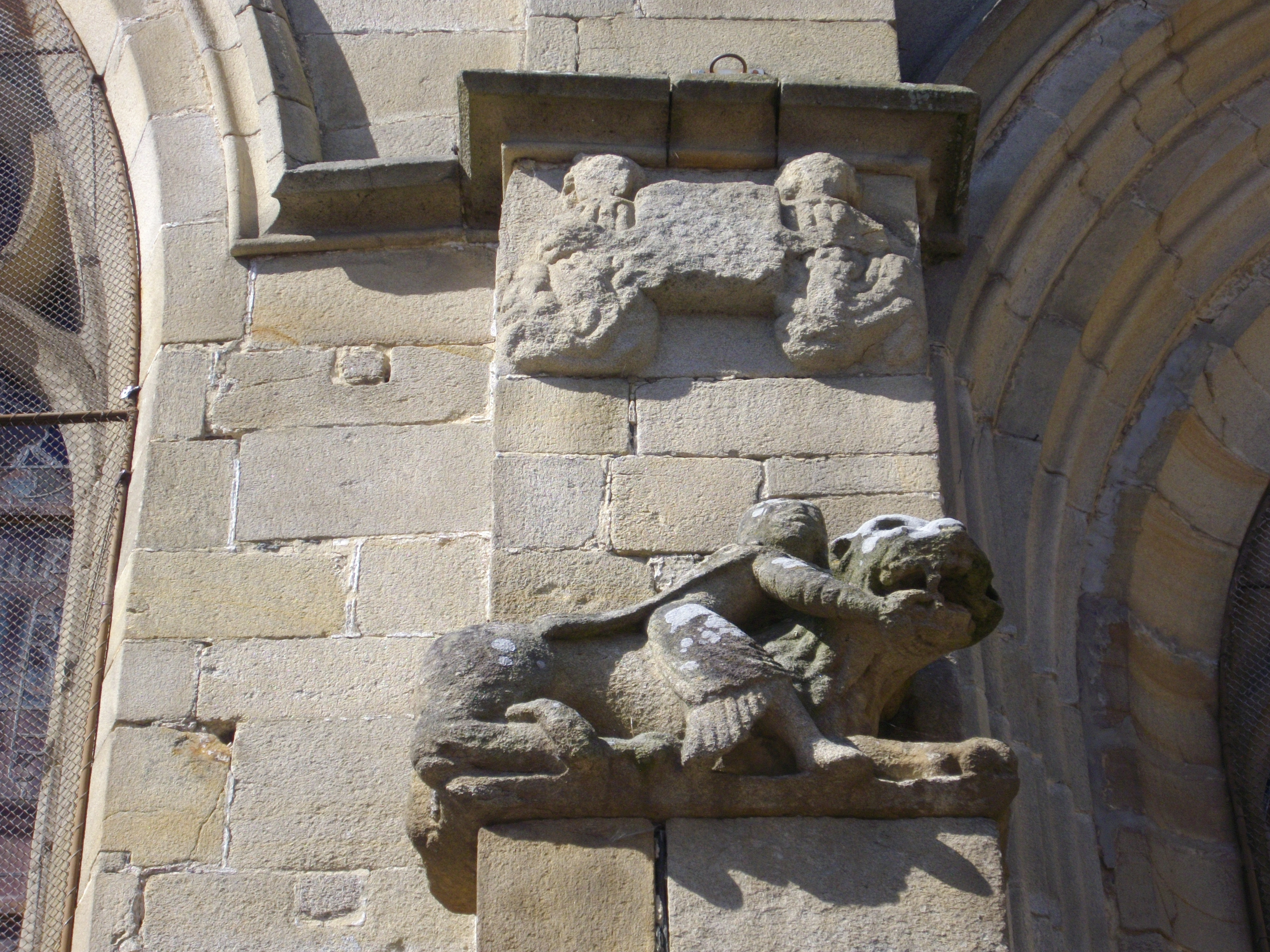
Saint Samson et le lion.
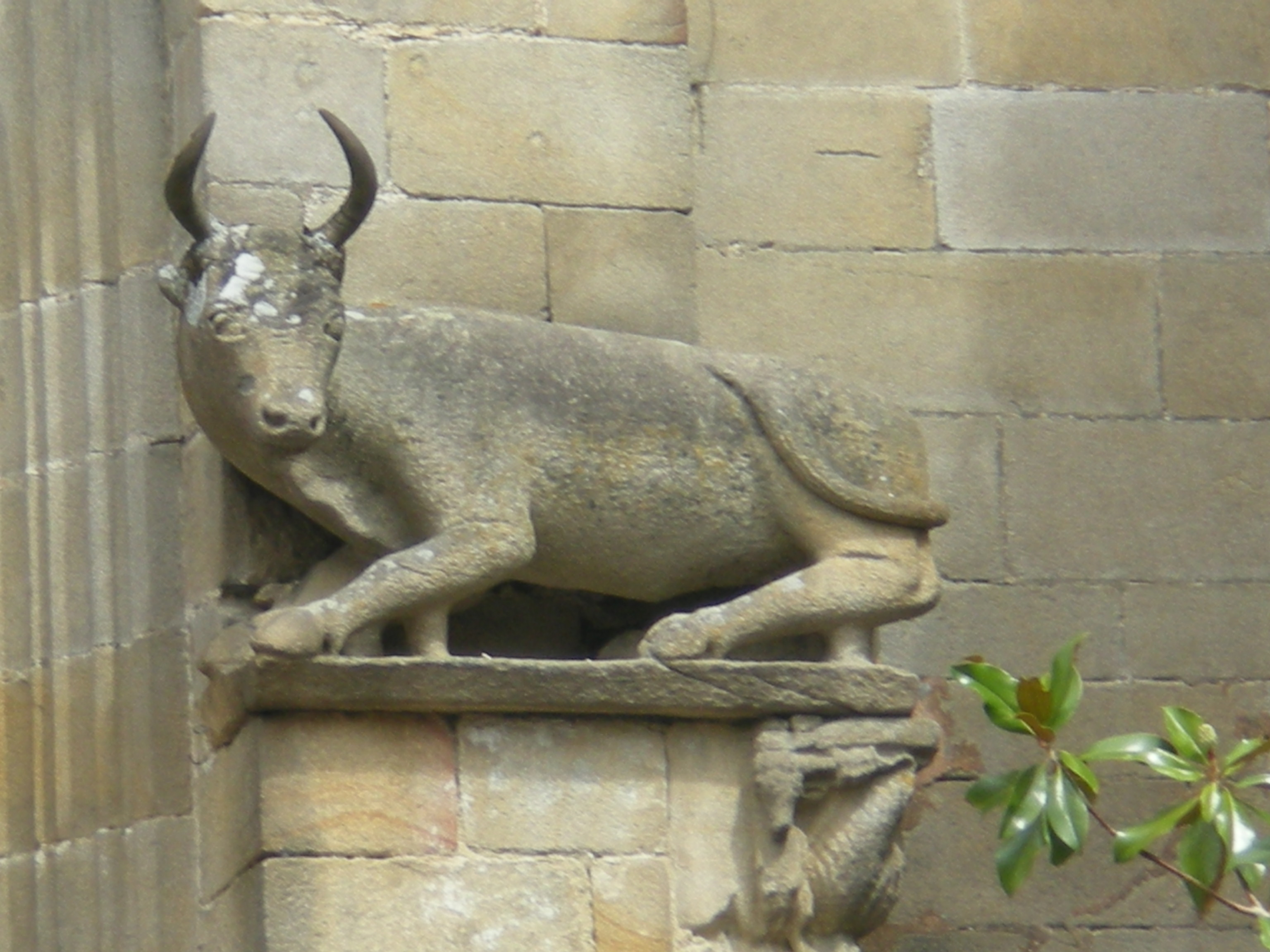
Taureau ou bœuf sur la façade sud.

Le porche méridional (XVe siècle) est percé de deux portes en anse de panier séparées par un pilier portant dais et culot. Ses vantaux sculptés datant du XVIe siècle sont classés.
Au centre de la façade ouest, une tourelle hexagonale, dite “le Beffroi”, se dresse entre les deux pignons dissemblables des nefs, donnant à l’église sa silhouette caractéristique. Les deux nefs et l’abside nord sont couverts de charpente à sablières et entraits sculptés. La nef sud (XVe siècle) est de style gothique rayonnant alors que la nef nord et son chœur (XVIe siècle) sont de style gothique flamboyant. Elles communiquent ensemble par de grandes arcades de tiers-point dont les voussures pénètrent dans des piliers hexagonaux et sont éclairées par des fenêtres en tiers-point à remplage.

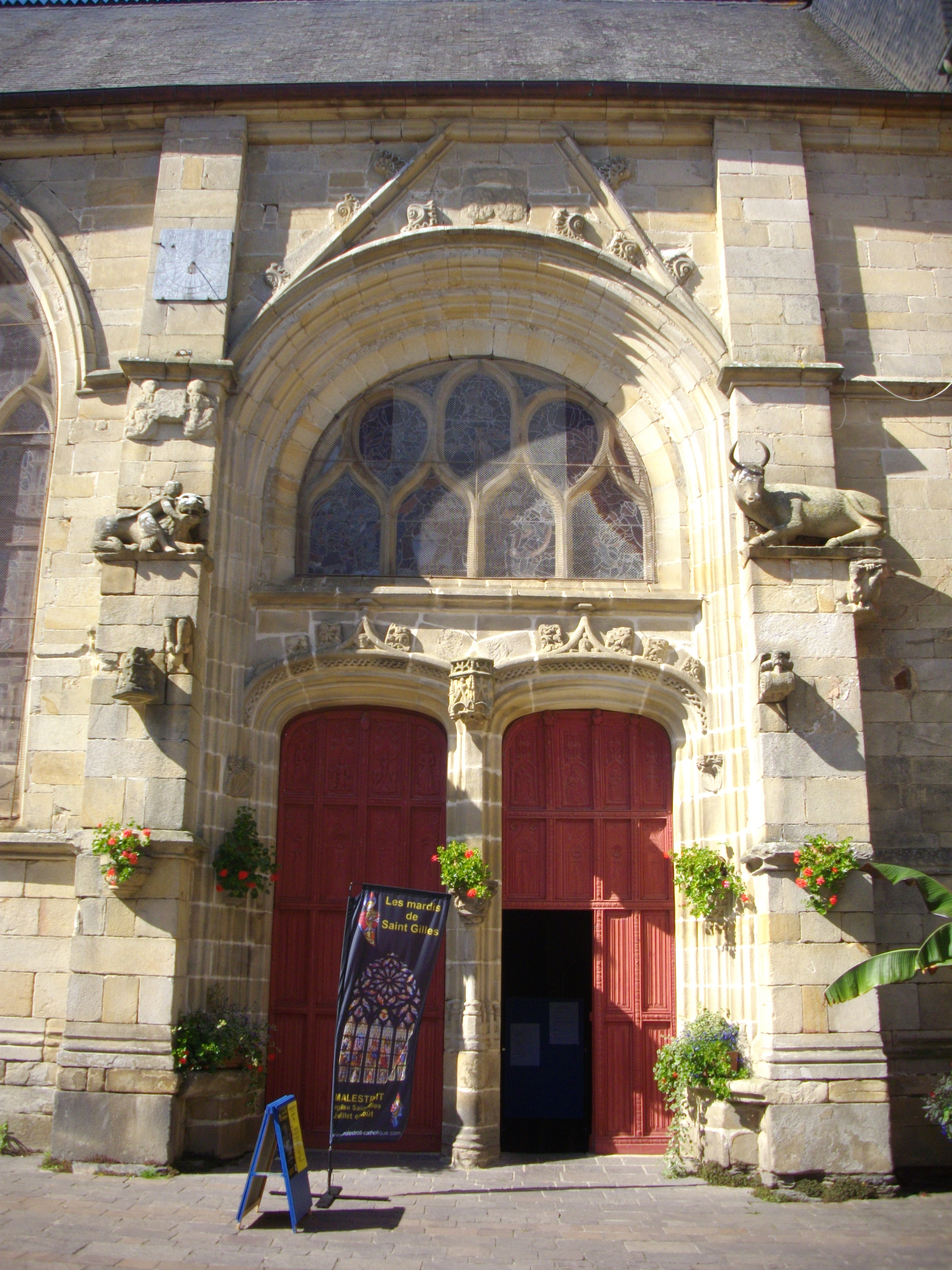
Portail sud de l'église.
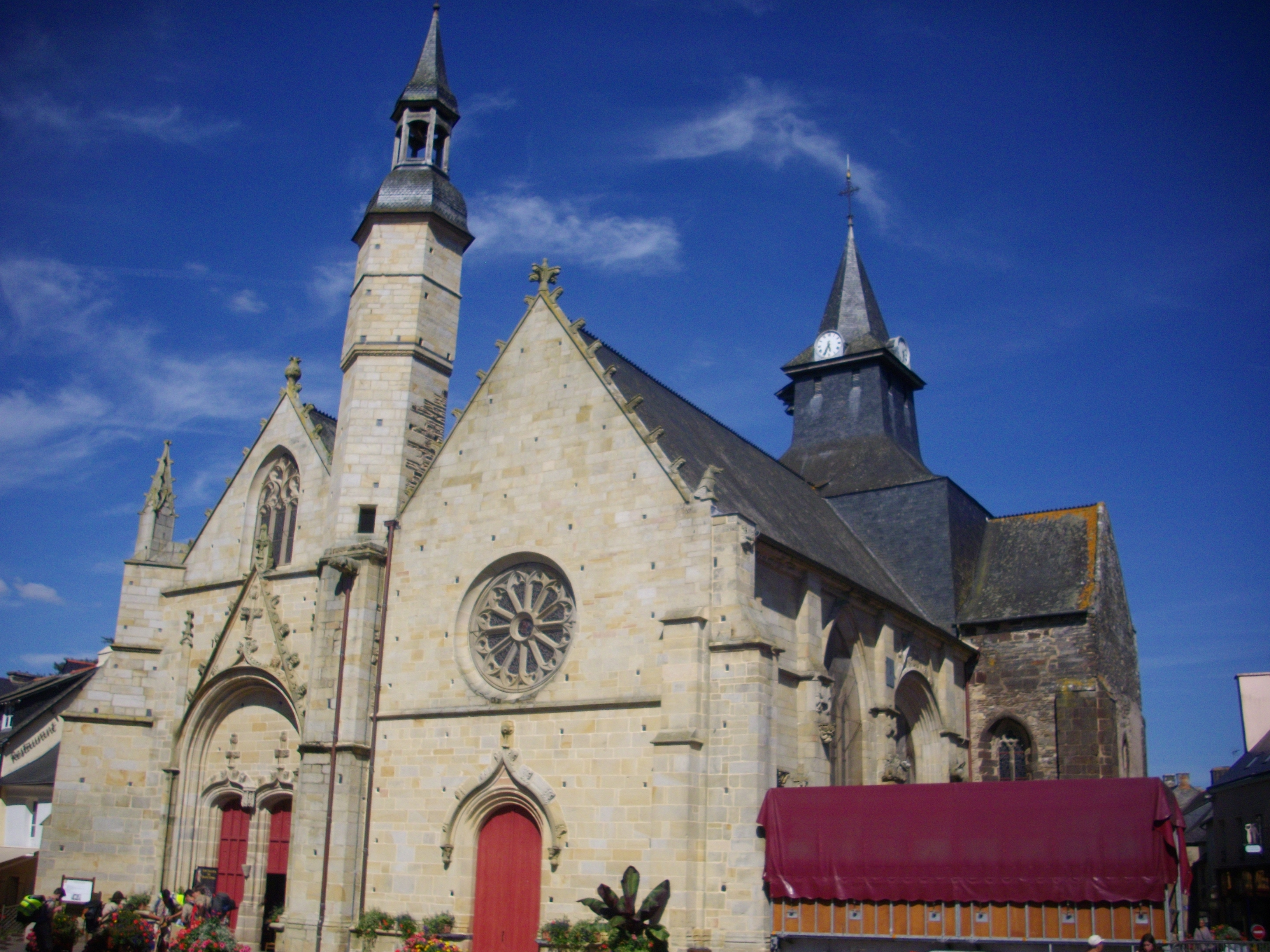
Façade ouest.
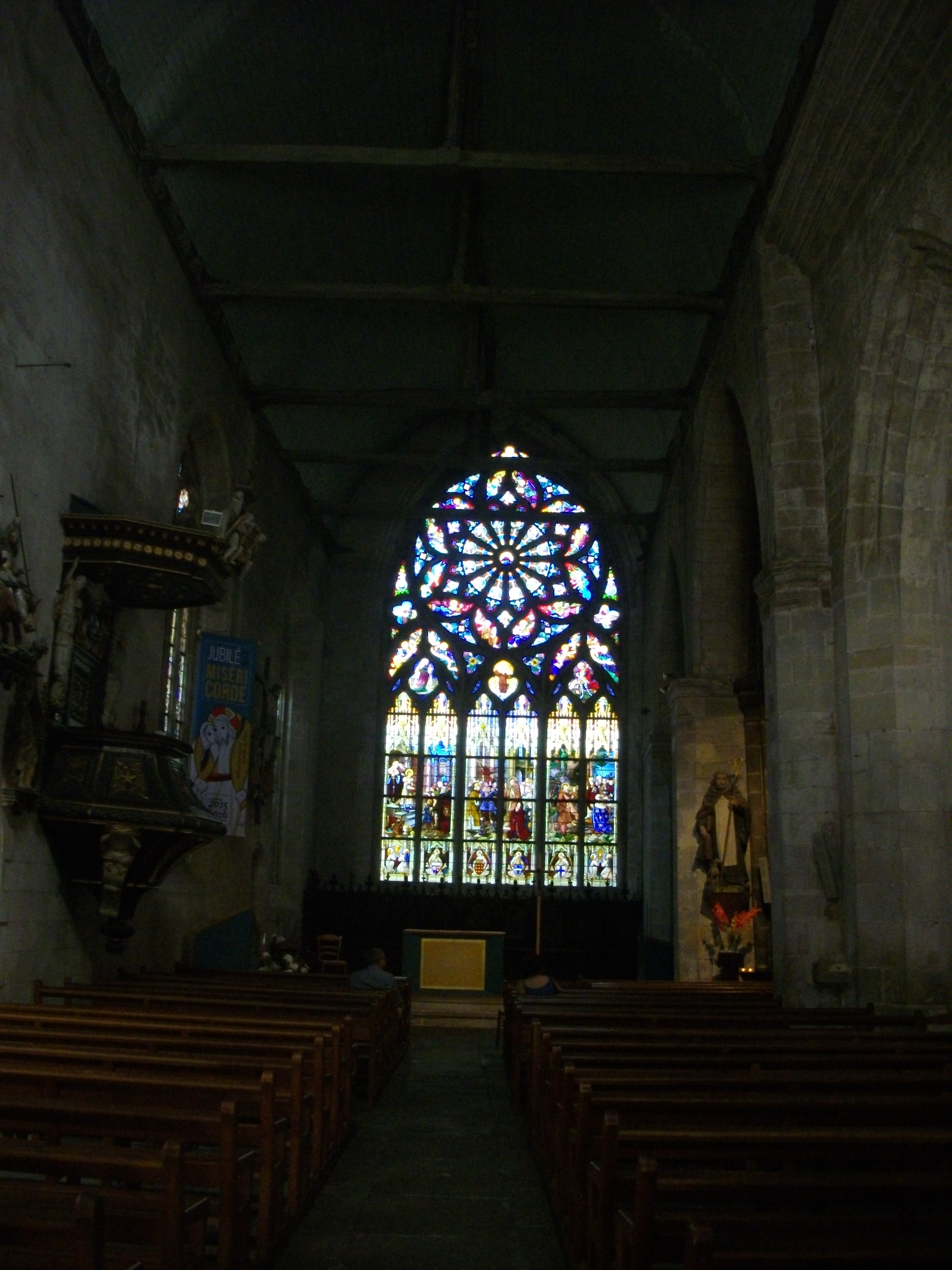
Nef nord et vitrail du chœur.

## Vitraux et mobilier
L'église possède plusieurs vitraux intéressants. Celui de saint Gilles, dans la nef nord et celui de l'Arbre de Jessé, classés, datent du XVIe siècle. Le grand vitrail de Saint-Gilles dans le chevet, œuvre du maître verrier Huchet, date de 1900.
La pieta polychrome, dite « Notre-Dame-de-Pitié », classée, date du XVIe siècle. Elle est sculptée dans un monolithe de bois. Elle était avant la Révolution française dans la chapelle du monastère des Augustins (sur l'île Notre-Dame), puis jetée par les révolutionnaires pour être brûlée, elle a été échangée par Pierre Evain, chapelier de son état, contre 5 cordes de bois. Il l'a cachée avant de l'installer dans l'église communale.
L'église compte plusieurs autres sculptures protégées au titre des Monuments Historiques : un calvaire du XVe siècle, classé, une statue de saint Jacques, du XVe – XVIe siècle et trois statues du XVIIe siècle (s Pierre, saint Gilles et saint Georges terrassant le dragon), inscrites.
La chaire, classée, date du XVIIe siècle. Elle a été achetée en 1791 par la commune lors de la dispersion du la communauté des Augustins de l'île de La Saudraie.

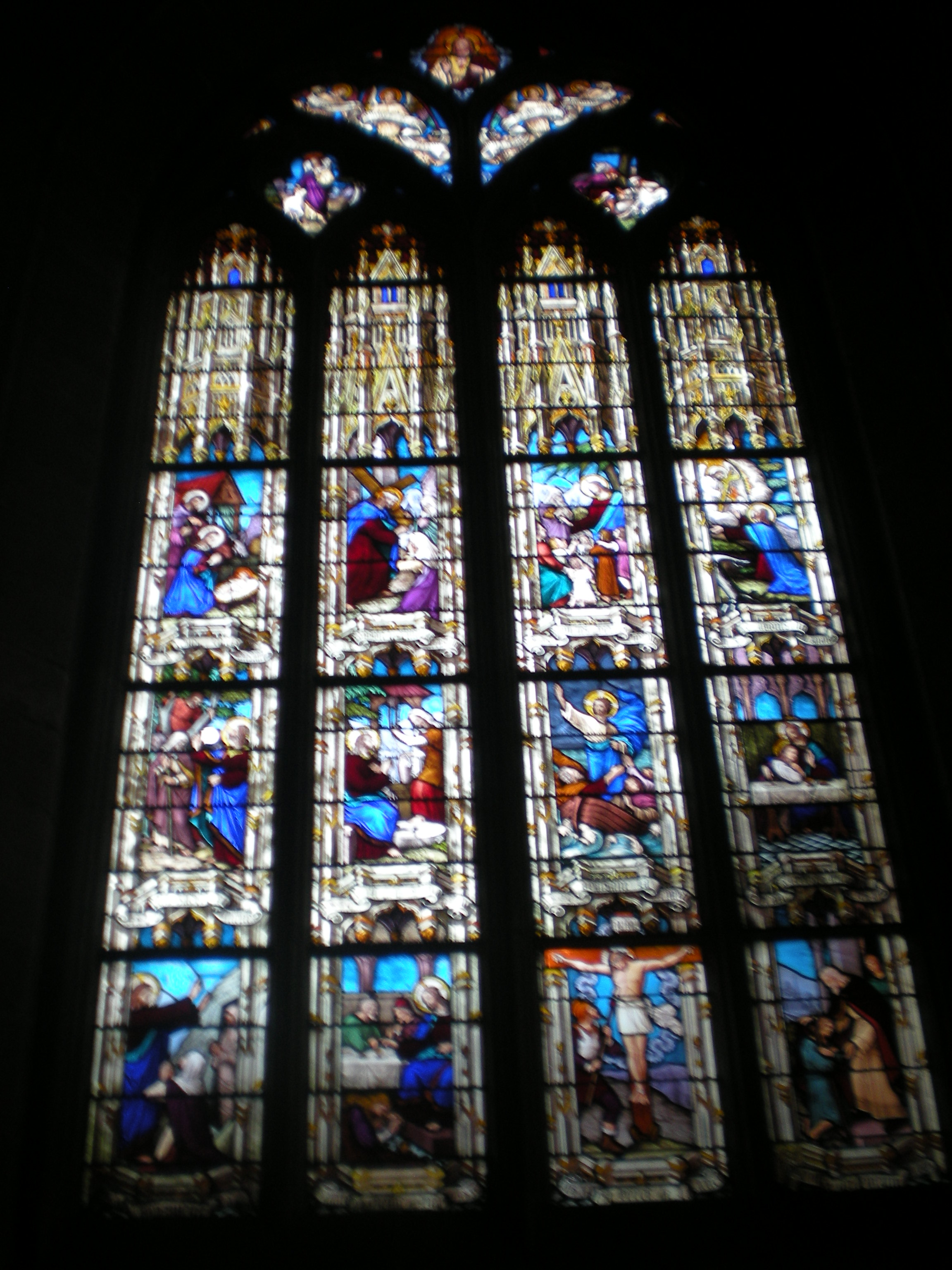
Vitrail de la chapelle sud-est.
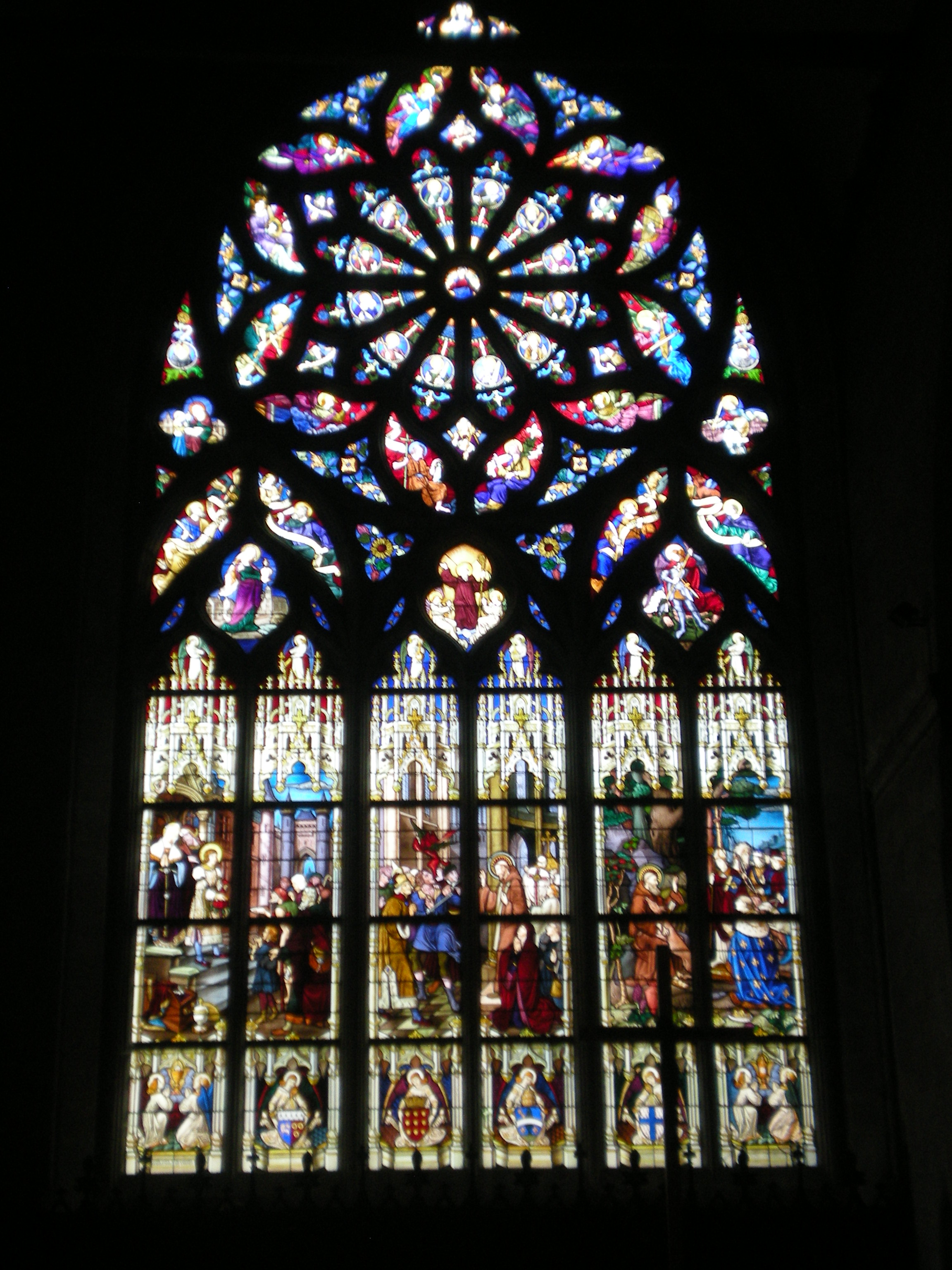
Vitrail du chœur.
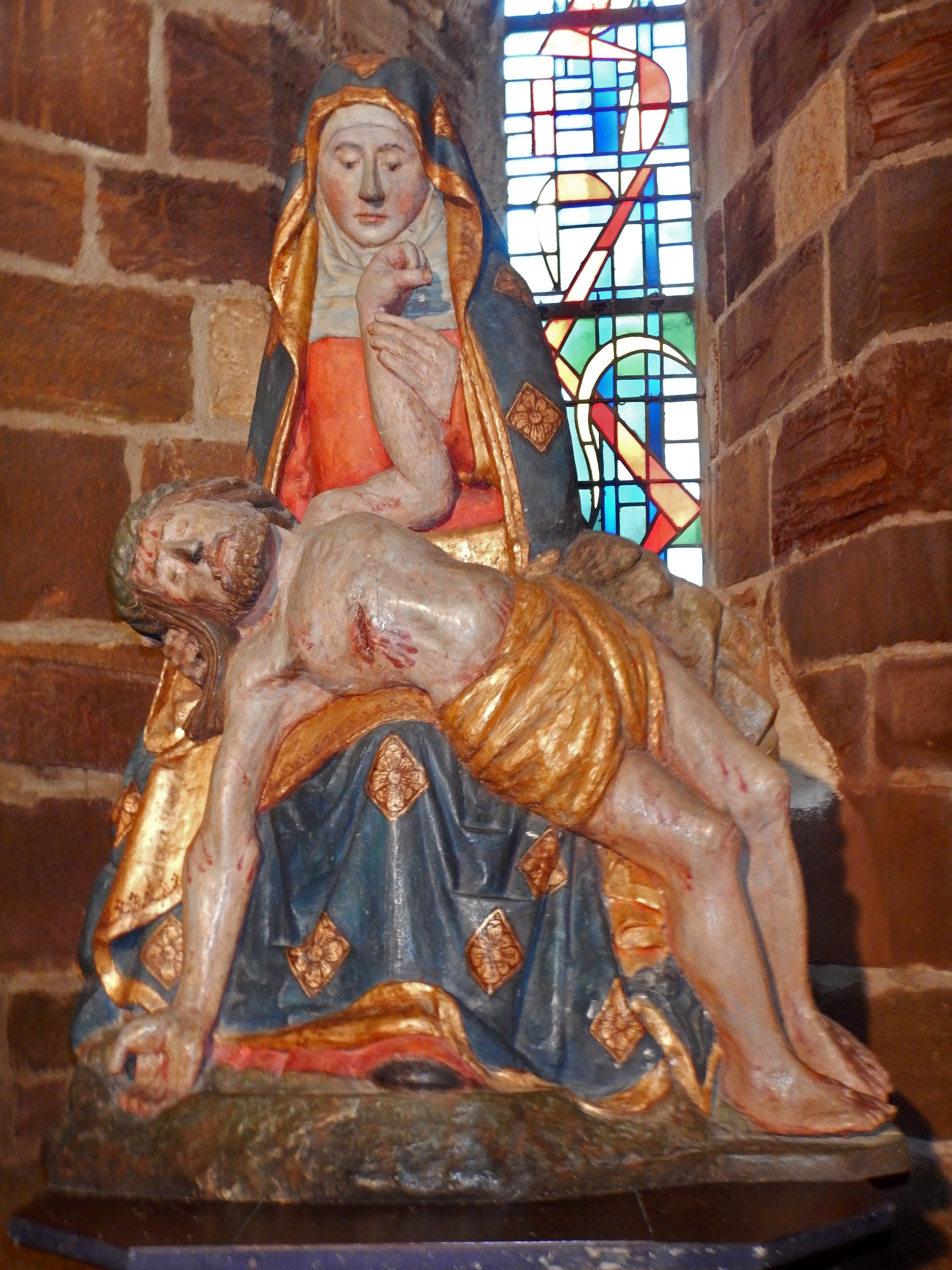
"Notre-Dame de pitié" 16e siècle.
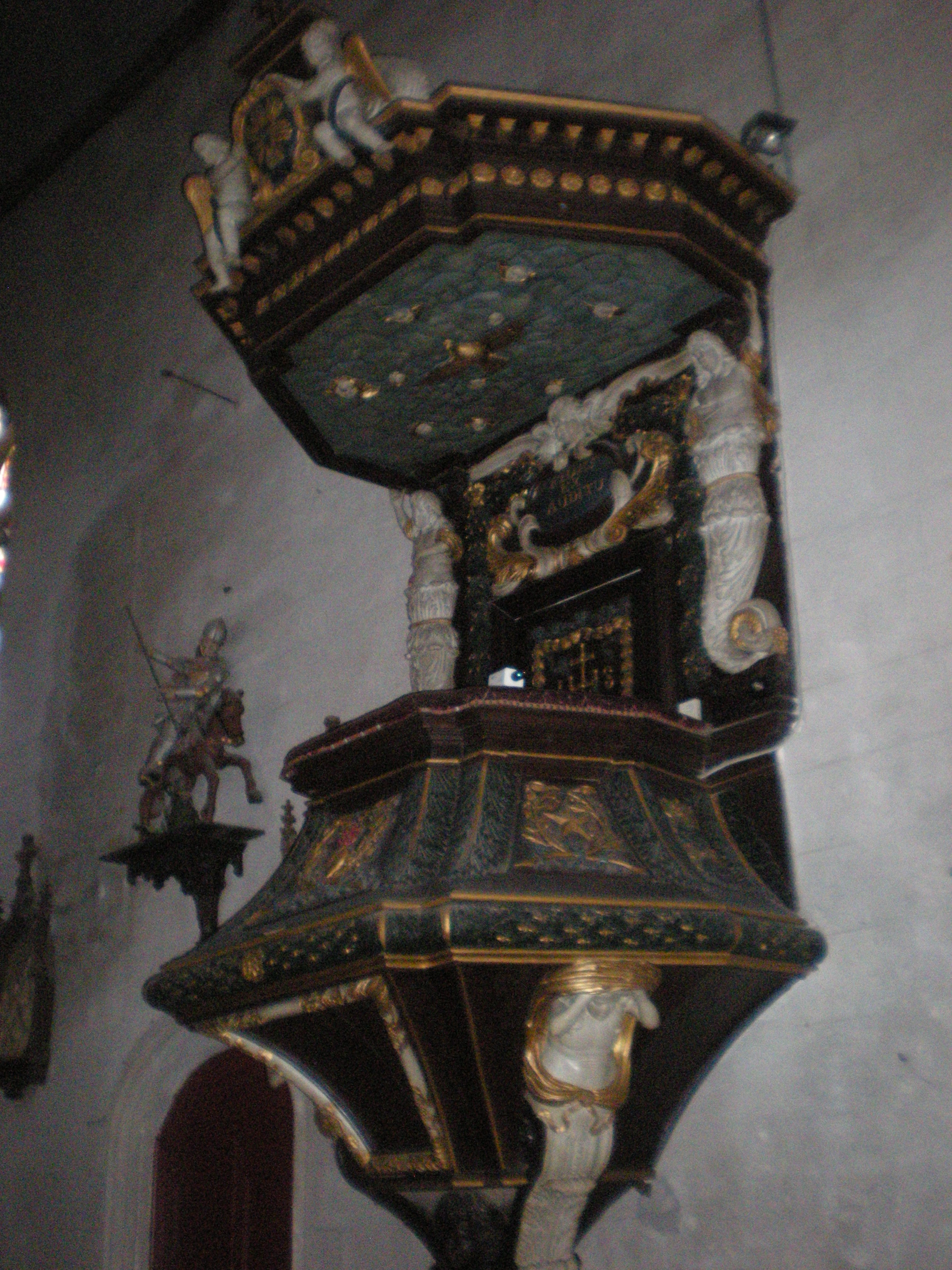
La chaire.